# Замошье (Заклинское сельское поселение)
Замошье — деревня в Заклинском сельском поселении Лужского района Ленинградской области.

## История
Впервые деревня Замошье упоминается в писцовой книге Водской пятины 1500 года, в Дмитриевском Городенском погосте Новгородского уезда.
Деревни Большое Замошье и Малое Замошье при озере Замошском обозначены на карте Санкт-Петербургской губернии Ф. Ф. Шуберта 1834 года.

ЗАМОШЬЕ ЗАБОЛОНСКОЕ — деревня принадлежит: губернской секретарше Марье Заболоцкой, число жителей по ревизии: 13 м. п., 15 ж. п.

капитанше 1-го ранга Обольяниновой, число жителей по ревизии: 3 м. п., 4 ж. п.

Гдовскому окружному управлению, число жителей по ревизии: 7 м. п., 8 ж. п. (1838 год)

Деревни Большое Замошье и Малое Замошье отмечены на карте профессора С. С. Куторги 1852 года.

ЗАМОШЬЕ БОЛЬШОЕ — деревня госпожи Нееловой, по просёлочной дороге, число дворов — 12, число душ — 38 м. п.

ЗАМОШЬЕ МАЛОЕ — деревня Ведомства государственного имущества, по просёлочной дороге, число дворов — 10, число душ — 37 м. п. (1856 год)

Согласно X-ой ревизии 1857 года деревня состояла из трёх частей:

1-я часть: число жителей — 8 м. п., 9 ж. п.
  
2-я часть: число жителей — 7 м. п., 13 ж. п.
 
3-я часть: число жителей — 6 м. п., 7 ж. п.

ЗАМОШЬЕ — деревня разных ведомств при озере Замошском, число дворов — 9, число жителей: 20 м. п., 26 ж. п. (1862 год)

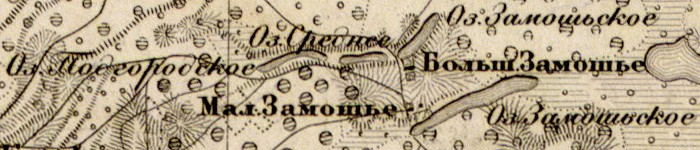
Деревня Замошье на карте 1863 года

Согласно карте из «Исторического атласа Санкт-Петербургской Губернии» 1863 года, деревня состояла из двух частей Большое Замошье и Малое Замошье.
Согласно подворной описи  Городенской волости 1882 года, деревня Замошье состояла из трёх частей:
 
1) Елизарово Замошье Раковенского общества, домов — 6, душевых наделов — 8, семей — 4, число жителей — 12 м. п., 12 ж. п.; разряд крестьян — водворённые на земле мелкопоместных владельцев.
  
2) Заболотское Замошье Раковенского общества, домов — 4, душевых наделов — нет, семей — 2, число жителей — 5 м. п., 9 ж. п.; разряд крестьян — водворённые на собственной земле.

3) Заболотское Замошье Городенского общества, бывшее имение великой княгини Елены Павловны, домов — 2, душевых наделов — нет, семей — 1, число жителей — 5 м. п., 2 ж. п.; разряд крестьян — водворённые на собственной земле.
Согласно материалам по статистике народного хозяйства Лужского уезда 1891 года, имение при селении Замошье площадью 72 десятины принадлежало местному крестьянину Т. Андрееву, имение было приобретено частями до 1868, в 1871 и 1885 годах, а усадьба Елизарово-Замошье площадью 48 десятин принадлежала штабс-капитану Ф. Н. Эсаулову, усадьба была приобретена в 1889 году за 4000 рублей.
В XIX веке деревня административно относилась к Городенской волости 2-го земского участка 1-го стана Лужского уезда Санкт-Петербургской губернии, в начале XX века — 2-го стана.
По данным «Памятной книжки Санкт-Петербургской губернии» за 1905 год, деревня Замошье, а также деревни Елизарово Замошье и Заболотское Замошье входили в Колоденское сельское общество, 213 десятин земли в Замошье принадлежали дворянке Антонине Александровне Ивковой и 48 десятин гвардии полковнику Александру Петровичу Лагвенову.

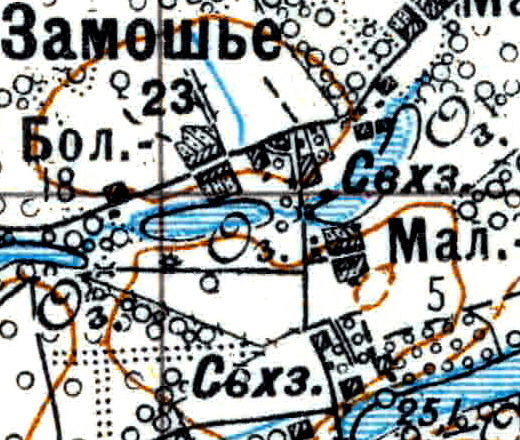
Деревня Замошье на карте 1926 года

Согласно топографической карте 1926 года деревня Большое Замошье насчитывала 23 двора, Малое Замошье — 5.
По данным 1933 года деревня Малое Замошье входила в состав Бетковского сельсовета Лужского района.
По данным 1966 года деревни Большое Замошье и Малое Замошье входили в состав Раковенского сельсовета.
По данным 1973 и 1990 годов деревня Замошье входила в состав Лужского сельсовета.
В 1997 году в деревне Замошье Заклинской волости проживали 6 человек, в 2002 году — 10 человек (все русские).
В 2007 году в деревне Замошье Заклинского СП проживали 7 человек.

## География
Деревня расположена в юго-восточной части района на автодороге 41К-696 (Колодно — Замошье).
Расстояние до административного центра поселения — 16 км.
Расстояние до ближайшей железнодорожной станции Луга — 22 км.
Деревня находится на берегах озёр Замошское, Среднее, Подгородское и Поляковское.

## Демография
| 1838 | 1862 | 1997 | 2007 | 2010 | 2017 |
| ---- | ---- | ---- | ---- | ---- | ---- |
| 50   | ↘46  | ↘6   | ↗7   | ↗18  | ↘7   |

## Улицы
Заозёрная, Липовая, Парковая, Поляковская, усадьба Северный Крым, Удачная.

## Садоводства
Корунд.